# Trichomonas
Trichomonas é um gênero protista de seres anaeróbicos capazes de parasitar animais vertebrados.